# 波除稲荷神社
波除稲荷神社（なみよけいなりじんじゃ）とは、東京都中央区築地六丁目にある神社。倉稲魂命（うかのみたまのみこと）すなわち稲荷神を祭神とする稲荷神社の一つ。単に波除神社（なみよけじんじゃ）とも。
氏子地域は築地の全域（一丁目～七丁目）である。

## 創建
江戸時代の明暦の大火後、当時はまだ江戸湾が入り込んでいた築地の埋め立て工事が行われたが、荒波の影響で工事は難航した。その最中のある晩、光を放ち海面を漂う御神体が見つかり、万治2年（1659年）、現在地に社殿を建て祀った。その後、波が収まり工事が順調に進んだことから、「波除稲荷」と尊称して厄除けなどに信仰を集めることとなった。

## 建造物
- 社殿（昭和12年完成、唯一神明造）
- 獅子殿(厄除天井大獅子)
- 弁財天社(お歯黒獅子)
- 末社
- おきつね様
- すし塚
- 海老塚
- 鮟鱇(あんこう)塚
- 活魚塚
- 玉子塚
- 昆布塚
- 蛤石
- 吉野家碑

築地市場に近いため、そこで売買された魚介類や玉子（卵焼き）などに感謝し、霊を慰めるための塚・石が多い。

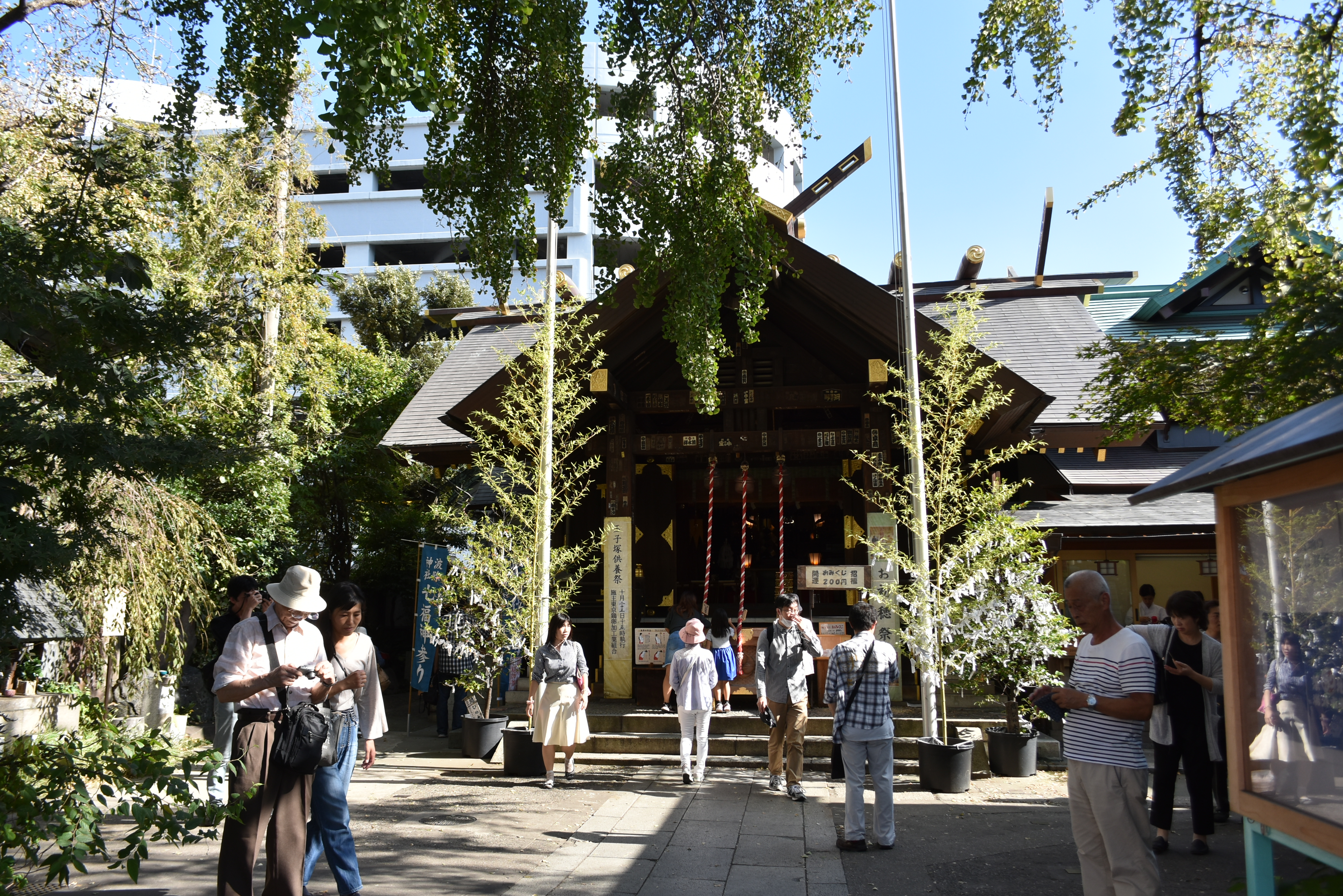
社殿（2018年10月7日撮影）
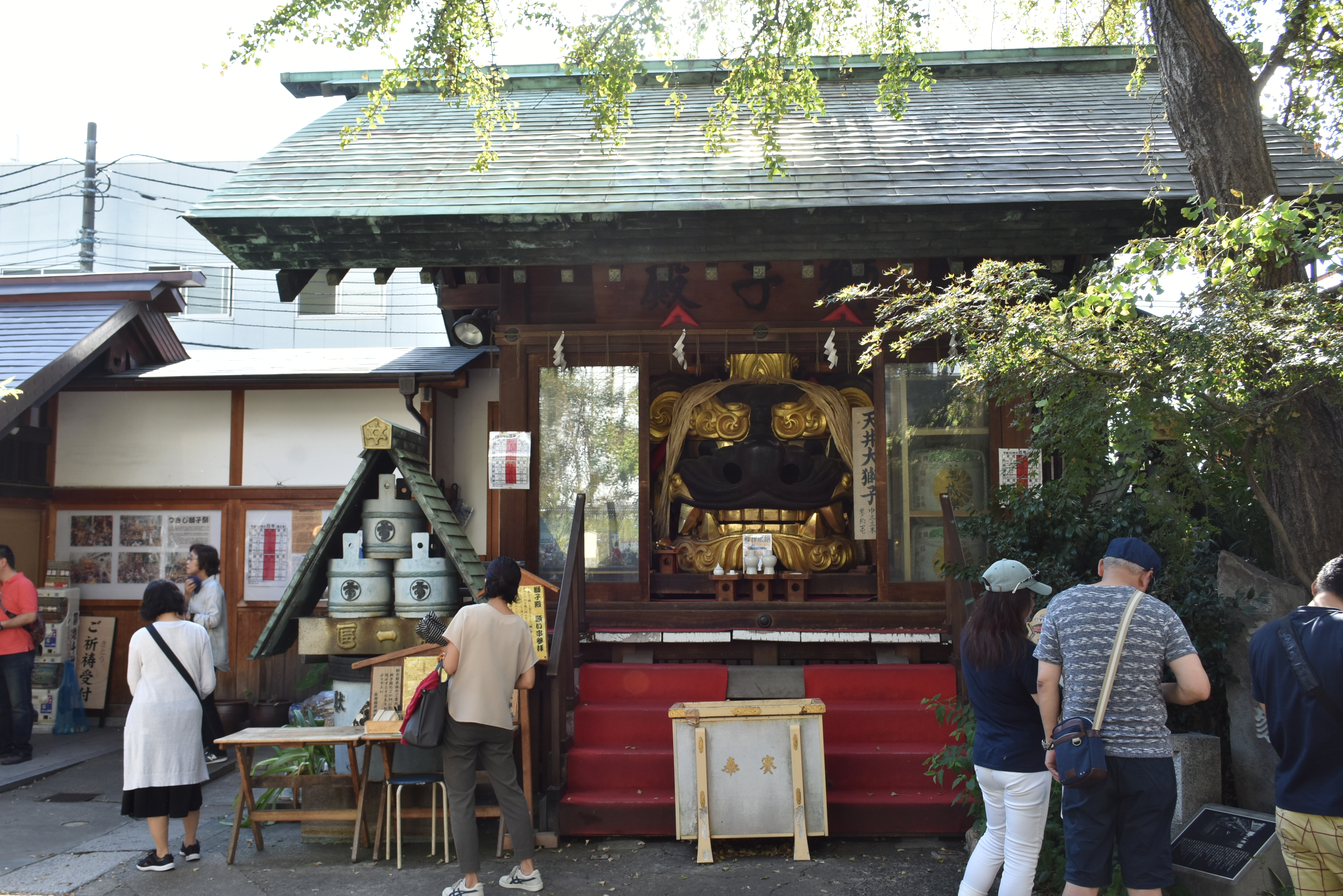
獅子殿（2018年10月7日撮影）
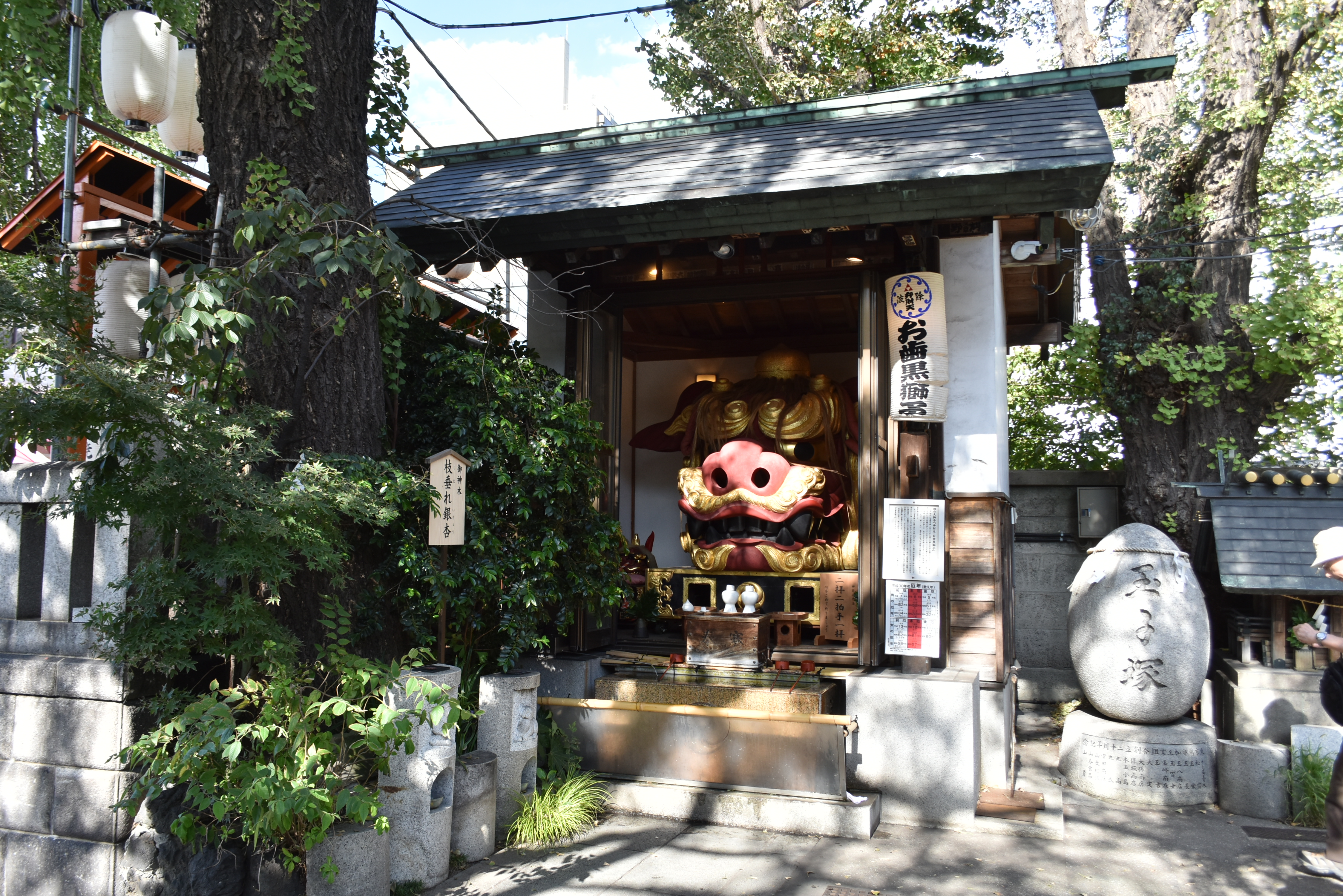
弁財天社（2018年10月7日撮影）
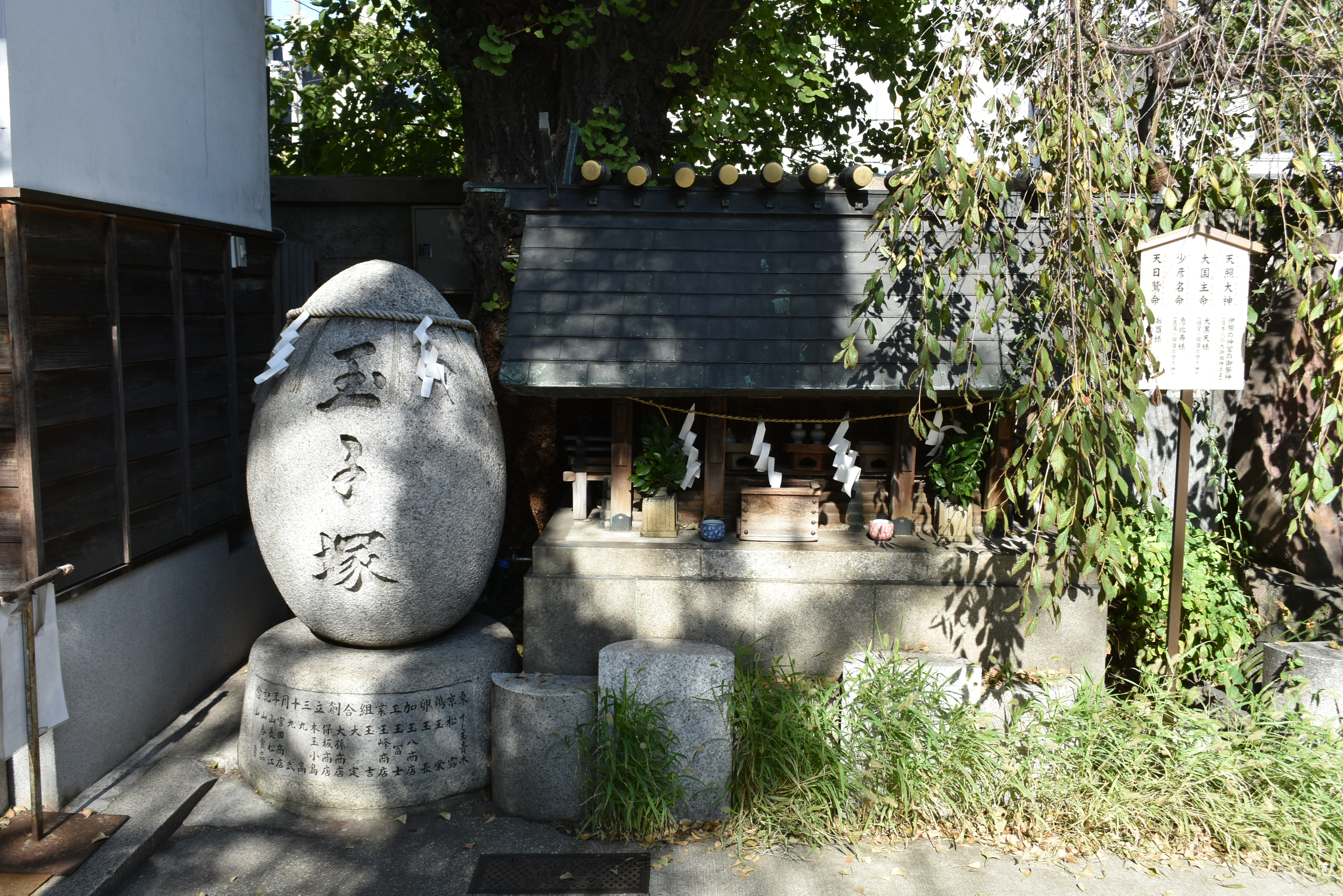
玉子塚・末社（2018年10月7日撮影）
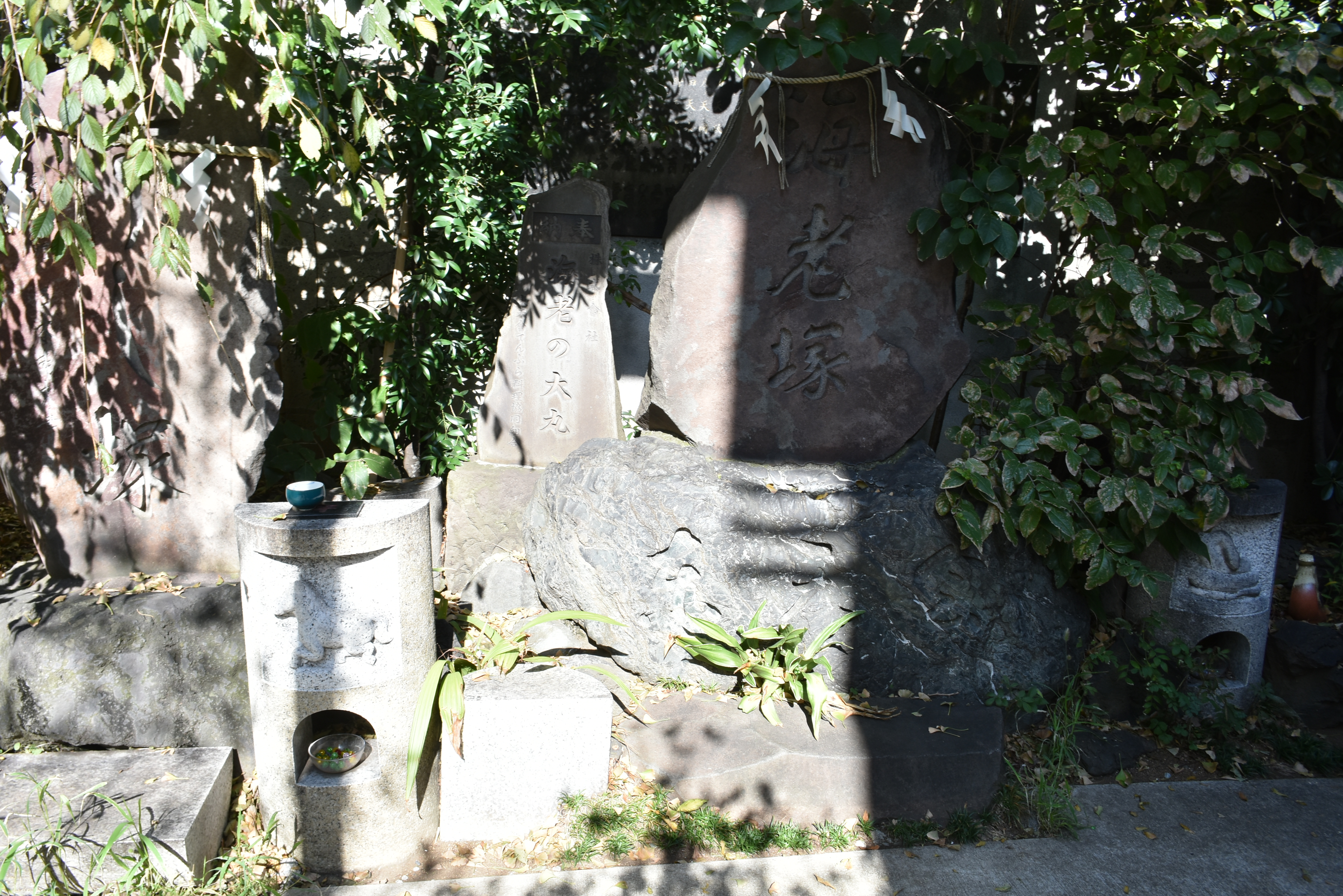
海老塚（2018年10月7日撮影）
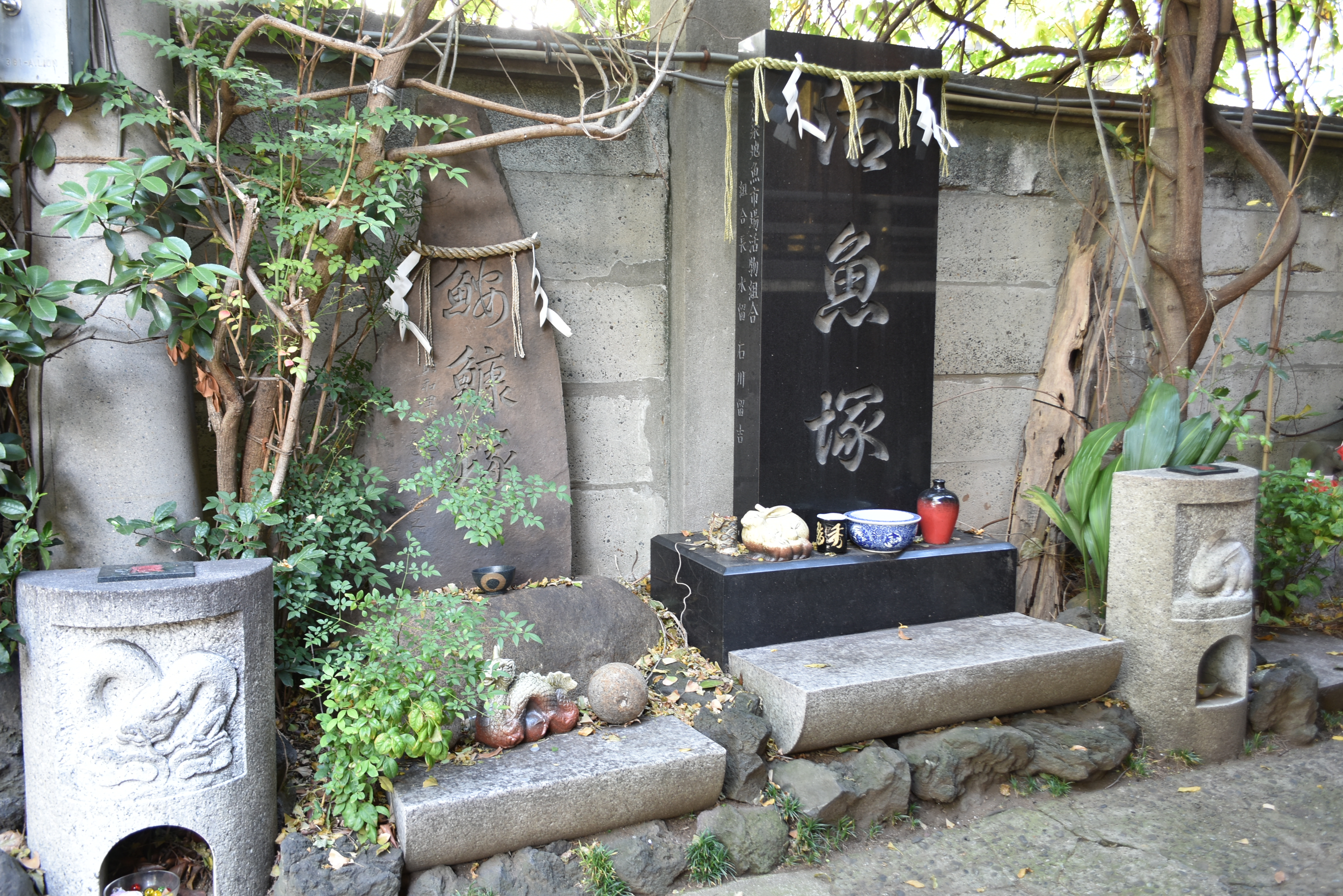
鮟鱇塚・活魚塚（2018年10月7日撮影）

## 摂末社
- 弁財天社（市杵島姫命）
- 末社（天照大神、大国主命、少彦名命、天日鷲命）

## 区指定文化財
- 獅子頭一対 - 嘉永元年（1848年）
- 鉄製天水鉢 - 天保9年（1838年）鋳物師「太田近江大掾藤原正次」が鋳造

## 主な行事
- 元旦 - 初祈祷、元旦祭、厄除祈祷始祭

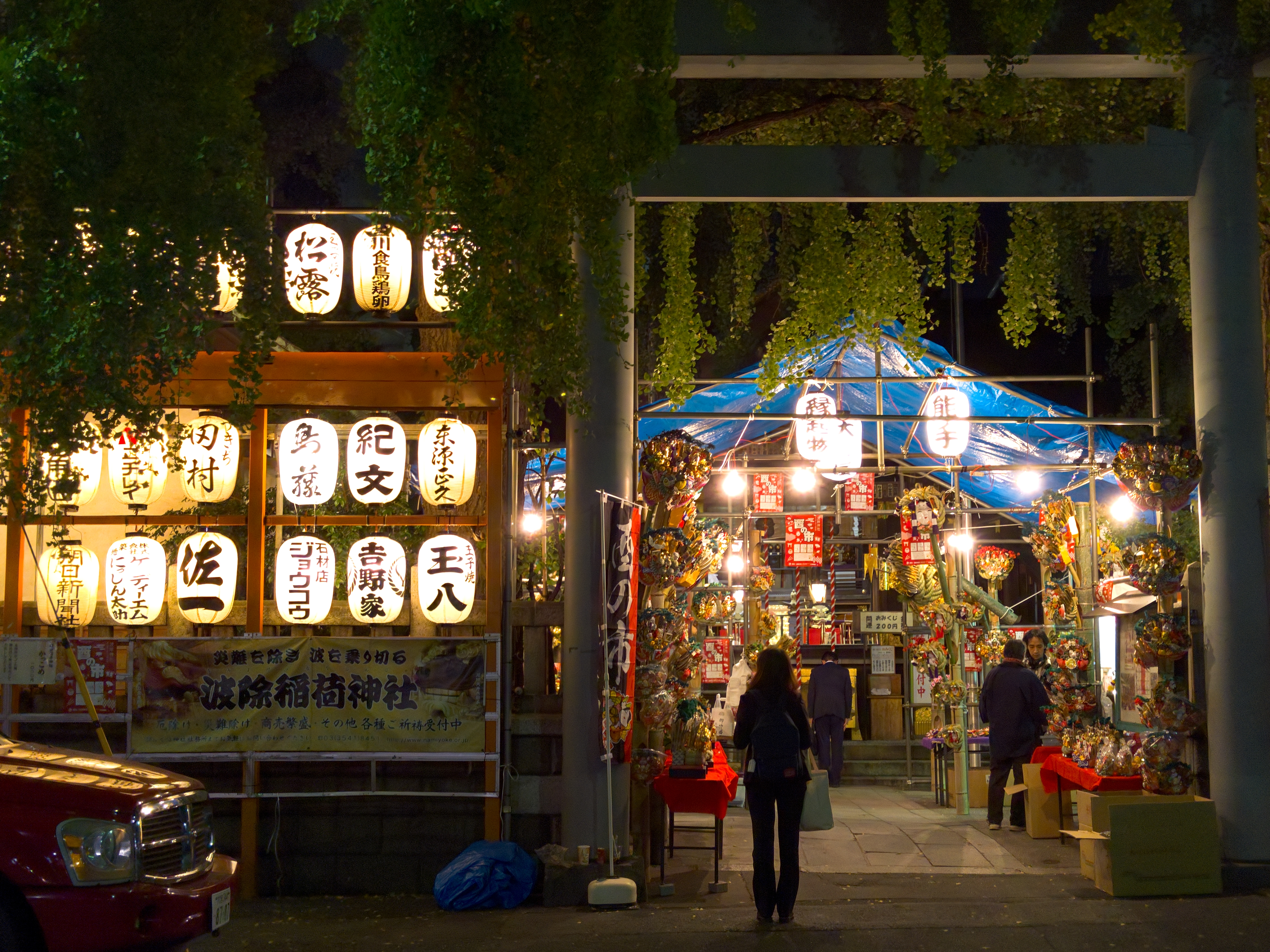
酉の市

- 元旦～2月立春 - 厄除天井大獅子大祭、特別厄除祈願祭
- 1月7日 - 七草神事
- 2月節分の日 - 節分祭追儺式
- 3月1日 - 桃の神事
- 3月旧暦初午の日 - 初午祈年祭
- 3月最終土曜 - 名残りの雛神事
- 5月1日 - 菖蒲の神事
- 5月5日 - お田植え祭
- 6月10日前後数日間 - 築地獅子祭り、渡御祭[2]、宵宮祭、大祭式
- 7月 - 竹の神事
- 7月第一土曜 - 夏越しの大祓式、大祓形代・海上形代流し
- 8月4日 - 風日祈祭
- 9月1日 - 菊の神事
- 9月初旬 - 抜穂祭
- 10月第三土曜 - 御初穂祭
- 11月酉の日 - 築地酉の市
- 11月 - 七五三参り
- 11月23日 - 新嘗祭どぶろく祭
- 12月第三土曜日 - お火焚神事
- 12月31日 - 大祓式

## 交通
- 東京メトロ日比谷線築地駅下車
- 都営大江戸線築地市場駅下車
- 都営バス築地6丁目下車